# 高島 (笠岡市大字)

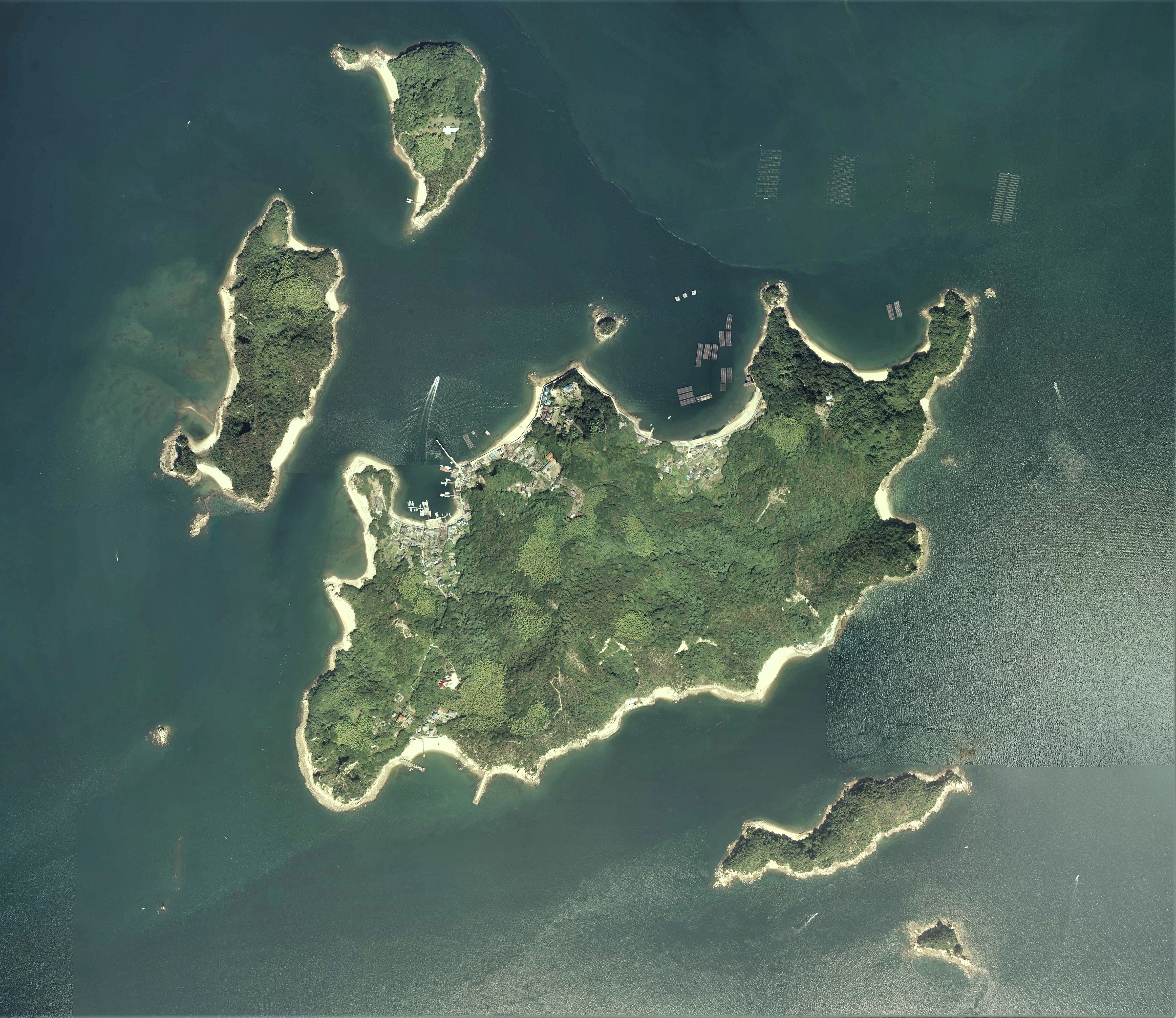
高島の空中写真。
2010年10月1日撮影の6枚を合成作成。

高島（たかしま）は、岡山県笠岡市にある大字である。当地は高島とその周辺の島々からなる。
郵便番号は714-0035（笠岡郵便局管区）。当地全域の人口は71人（男性35人、女性36人）で、世帯数は45世帯。このうち差出島が男性1名、1世帯。

## 概要
笠岡諸島の北部にあたり、北に陸続きとなっている神島、南に白石島がある。
元々は小田郡に属する高島村であったが、明治11年の町村制施行により小田郡神島外村の一部となった。その後、昭和30年に笠岡市に編入合併し、同市の大字となり現在に至る。
1980年（昭和55年）に唯一の小学校であった笠岡市立高島小学校が、本土側の笠岡市立神島外小学校に統合され、現在は当地に小学校および中学校はない。本土側の小中学校まで、スクールボートで通学している。
高島の中心にある高島神社は、吉備高島宮の比定地のひとつである。

## アクセス
笠岡港（住吉港）より、高島港まで旅客船（三洋汽船）で約25分。一日4便
かつては、笠岡からの六島行き便も高島港を経由していたが、2019年（令和2年）10月1日より寄港しなくなった。

## 主な施設
行政
- 高島公民館

医療施設
- 高島診療所

小売店・事業所・宿泊施設
- 漁師の家たきおか
- シーサイドペンションカーサタケダ
- 工房夢想
- 十夢想家
- 神島外漁業組合漁船漁具保全施設
- 一力石油
- 妹尾海運
- 馬越建設
- 藪田工務店
- 観音汽船
- 観光漁船信栄丸

神社
- 高島神社
- 伏見稲荷高島宮

名所・旧跡・観光施設
- 高島おきよ館（郷土資料館）
- 高島遺跡

その他
- 大阪学院大学研究所 - 差出島

## ギャラリー
- 高島港
- 国定公園名勝と書かれたアーチ
- 高島港待合所（三洋汽船）
- 描かれた神武天皇とマーナ
- 高島の家並み
- 高島公民館
- 高島おきよ館（郷土資料館）
- ホヤ島（高島の属島）